# Abadía de Ellwangen
La Abadía de Ellwangen (en Alemán: Kloster Ellwangen) Fue el primer monasterio benedictino establecido en el Ducado de Suabia, en la actual ciudad de Ellwangen an der Jagst, Baden-Wurtemberg, a unos 100 km al noreste de Stuttgart en Alemania.
La mayoría de los edificios eclesiásticos todavía existen, aunque ya no se utilizan todos con fines religiosos. En la secularización de 1802 la abadía fue disuelta y sus activos tomados por el Ducado de Württemberg.
La actual basílica románica de San Vito fue consagrada en 1233, después de que un edificio precedente del siglo XII hubiera sido devastado por un incendio. Hoy en día sirve como iglesia parroquial católica de Ellwangen. Un claustro fue agregado en 1467 y en el siglo XVII el interior fue restaurado en gran parte en un estilo barroco. A partir de 1737 fue nuevamente decorado con elementos rococó, entre ellos obras de Carlo Carlone. En 1964 la iglesia fue elevada a la condición de Basílica Menor por el Papa Pablo VI.

## Véase también

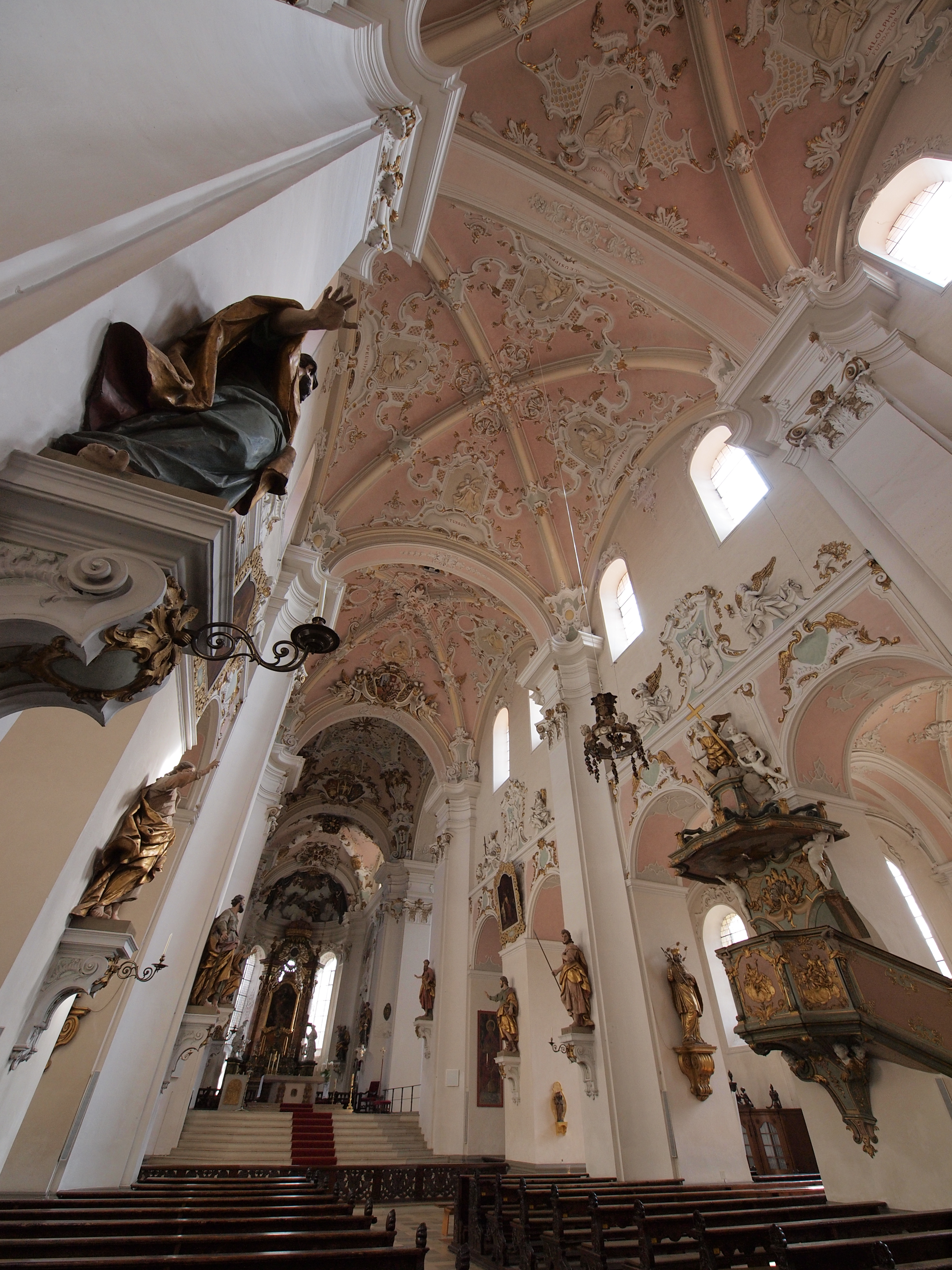
Vista interna de la Basílica